# Інакшість
Інакшість, або альтерність — міждисциплінарна категорія; поняття, яке є предметом дослідження багатьох наукових галузей, передусім філософії, психології, соціології, педагогіки, антропології, культурології і т.д.. Є близьким до поняття «своєрідність».
У психології і соціології розглядається здебільшого з погляду формування ідентичності і як вказівка на відмінність і несхожість, що вирізняє кожну особистість з соціуму, в той час, як у філософії — на рівні діалогу між «Я» та «Іншим», в основі якого часто з'являється конфлікт. Зокрема французький філософ Поль Рікер розглядав «Інакшість», як форму ідентифікації «Іншого», що на онтологічному рівні конституює самість. Інші ж дослідники вважають, що «Інакшість» визначається як іманентна властивість «Іншого», будучи одним із способів його репрезентації.
У педагогіці «Інакшість» розглядається найчастіше крізь призму інклюзивної освіти.
В культурологічних науках «Інакшість» розглядається, як явище, що характеризується найрізноманітнішим проявом, виникає за різних можливих ситуацій та обставин і пояснює особливості сприйняття світу і людини.

## Виноски
1. ↑  Part 4. Alterity and identity, alterity as identity. Alterity and Identity in Israel. Berlin, Boston: DE GRUYTER. ISBN 978-3-11-080222-1.
2. ↑  Paul, Ricoeur, (2008). Oneself as another. Univ. of Chicago Pr. ISBN 978-0-226-71329-8. OCLC 837747100.{{cite book}}:  Обслуговування CS1: Сторінки з посиланнями на джерела із зайвою пунктуацією (посилання)
3. ↑  Новицкая, Людмила (2016). Проблема нравственного самообретения в пространстве интерсубъективности (вид. 1. Auflage). Saarbrücken. ISBN 978-3-659-86717-0. OCLC 1186531778.